# Red Lake (Minnesota)
Red Lake es un lugar designado por el censo ubicado en el condado de Beltrami en el estado estadounidense de Minnesota. En el Censo de 2010 tenía una población de 1731 habitantes y una densidad poblacional de 131,95 personas por km².

## Geografía
Red Lake se encuentra ubicado en las coordenadas 47°52′3″N 95°0′11″O / 47.86750, -95.00306. Según la Oficina del Censo de los Estados Unidos, Red Lake tiene una superficie total de 13.12 km², de la cual 12.5 km² corresponden a tierra firme y (4.7%) 0.62 km² es agua.

## Demografía
Según el censo de 2010, había 1731 personas residiendo en Red Lake. La densidad de población era de 131,95 hab./km². De los 1731 habitantes, Red Lake estaba compuesto por el 0.98% blancos, el 0.23% eran afroamericanos, el 97.69% eran amerindios, el 0% eran asiáticos, el 0% eran isleños del Pacífico, el 0.17% eran de otras razas y el 0.92% pertenecían a dos o más razas. Del total de la población el 1.04% eran hispanos o latinos de cualquier raza.